# Gaasperplas
Gaasperplas je umjetno jezero koje se koristi u rekreacijske svrhe jugoistočno od Amsterdama u Nizozemskoj.
Gaasperplas je nastao vađenjem pijeska za izgradnju Bijlmera. Najdublje jezero je duboko 35 metara. Bilo je to mjesto za izložbu krajolika i cvijeća Floriade 1982, a istočni dio jezera okružen je parkovima i šumama koje su nekada bile dio događaja.
Jezero je domaćin kluba jedrenja, kanua, jedrenja na dasci i objektima Dragon Boat, popularno je među ribolovcima i ima zaštićenu javnu plažu na južnoj obali. Dio za naturizam (službeno od 2005.) nalazi se na sjevernoj strani. U tom se području nalazi jedan od glavnih amsterdamskih kampova .
Nije spojen na sustav plovnih kanala, te ima zabranu korištenja motornih čamaca; ova dva čimbenika doprinose dobroj kvaliteti vode i bogatstvu divljih životinja. Javni navoz dostupan je za nemotorizirana plovila za razonodu i ribolov.
Jedna od amsterdamskih linija metroa završava na istoimenoj stanici koja se nalazi blizu sjeverne obale jezera.

## Vanjske poveznice
- Jedriličarski klub Gaasperplas
- Gaasperplas jedrenje na dasci  Arhivirana inačica izvorne stranice od 30. listopada 2023. (Wayback Machine)
- Kanovereniging Gaasperplas
- Eerste Hollands Drakenboot Club
- Betonski zmajevi
- Kamp Gaasperplas